# Vémyslice
Vémyslice település Csehországban, a Znojmói járásban. Vémyslice Dobelice, Džbánice, Čermákovice, Rybníky és Tulešice településekkel határos. Lakosainak száma 693 fő (2024. január 1.).

## Népesség
A település lakosságának változását az alábbi diagram mutatja:
| Lakosok száma | 657  | 780  | 934  | 928  | 772  | 665  | 669  | 698  | 672  | 693  |
|               | 1869 | 1900 | 1921 | 1961 | 1980 | 2011 | 2016 | 2019 | 2021 | 2024 |